# رييكو ماتسورا
رييكو ماتسورا (باليابانية: 松浦理英子) (7 أغسطس 1958، ماتسوياما في اليابان)؛ كاتِبة وروائية يابانية.